# Johann Joseph Hoerter
Johann Joseph Hoerter (* 21. Dezember 1771; † 1844) war ein preußischer Bürgermeister und Landrat.

## Leben
Hoerter war Spezialkommissär, Kreisdeputierter und Bürgermeister von Oberwesel sowie vom Herbst 1828 bis März 1829 auftragsweise Landrat des Landkreises Sankt Goar.

## Familie
Johann Joseph Hoerter war mit Philippine Hoerter (* 1817; † 1846 in Boppard) verheiratet.